# Masanobu Izumi
Masanobu Izumi (Prefettura di Hiroshima, 8 aprile 1944) è un ex calciatore giapponese, di ruolo attaccante.

## Statistiche

### Presenze e reti nei club
| Stagione | Squadra       | Campionato | Campionato | Campionato |
| Stagione | Squadra       | Comp       | Pres       | Reti       |
| -------- | ------------- | ---------- | ---------- | ---------- |
| 1972     | Toyota Motors | JSL2       | ?          | ?          |
| 1973     | Toyota Motors | JSL1       | ?          | ?          |
| 1974     | Toyota Motors | JSL1       | ?          | ?          |
| 1975     | Toyota Motors | JSL1       | ?          | ?          |
| 1976     | Toyota Motors | JSL1       | ?          | ?          |
|          | Totale        |            | 55+        | 4+         |